# Illerich
Illerich là một đô thị thuộc huyện Cochem-Zell, bang Rheinland-Pfalz, Đức. Đô thị này có diện tích 7,74 ki-lô-mét vuông.